# Von-Neumann-Ungleichung
Die Von-Neumann-Ungleichung ist eine Ungleichung aus dem mathematischen Teilgebiet der Funktionalanalysis. Für eine lineare Kontraktion {\displaystyle T} auf einem Hilbertraum und ein Polynom {\displaystyle p} kann die Operatornorm von {\displaystyle p(T)} gegen eine Norm des Polynoms abgeschätzt werden.

## Definitionen
Eine Kontraktion auf einem {\displaystyle \mathbb {C} }-Hilbertraum {\displaystyle H} ist ein stetiger, linearer Operator {\displaystyle T\colon H\rightarrow H} mit Operatornorm {\displaystyle \|T\|\leq 1}. Ist {\displaystyle p(X)=a_{n}X^{n}+\ldots +a_{1}X+a_{0}} ein Polynom mit komplexen Koeffizienten {\displaystyle a_{i}}, so kann man in der Algebra der stetigen, linearen Operatoren auf {\displaystyle H} die Einsetzung {\displaystyle p(T)=a_{n}T^{n}+\ldots a_{1}T+a_{0}\mathrm {id} _{H}} und davon die Operatornorm {\displaystyle \|p(T)\|} bilden.
Auf der Algebra der Polynome ist durch die Formel {\displaystyle \|p\|_{\mathbb {D} }:=\sup\{|p(z)|\,\mid z\in \mathbb {D} \}} eine Norm definiert, wobei {\displaystyle \mathbb {D} } die Einheitskreisscheibe sei. Die hier vorgestellte Ungleichung vergleicht diese beiden Größen.

## Aussage
Ist {\displaystyle T} eine Kontraktion auf einem Hilbertraum und ist {\displaystyle p} ein Polynom, so gilt
{\displaystyle \|p(T)\|\leq \|p\|_{\mathbb {D} }}.

## Bemerkungen
- Ist {\displaystyle T} eine Kontraktion, so ist das Spektrum {\displaystyle \sigma (T)} im Einheitskreis enthalten. Nach dem spektralen Abbildungssatz ist {\displaystyle \sigma (p(T))=p(\sigma (T))} und daher nach Definition des Spektralradius {\displaystyle r}:

{\displaystyle r(p(T)):=\sup\{|y|\,\mid y\in \sigma (p(T))\}=\sup\{|p(z)|\,\mid z\in \sigma (T)\}\leq \sup\{|p(z)|\,\mid |z|\leq 1\}=\|p\|_{\mathbb {D} }}.
Aber zwischen Spektralradius und Operatornorm hat man nur die Abschätzung {\displaystyle r(p(T))\leq \|p(T)\|} und eine umgekehrte Abschätzung besteht im Allgemeinen nicht. Daher ist die Von-Neumann-Ungleichung echt stärker als die gerade gegebene Abschätzung des Spektralradius.
- Ist {\displaystyle T} zusätzlich normal, so ist auch {\displaystyle p(T)} normal und es gilt Norm = Spektralradius für normale Operatoren. In diesem Fall liefert obige Abschätzung des Spektralradius also bereits die Von-Neumann-Ungleichung. In diesem Sinne ist die Von-Neumann-Ungleichung für normale Operatoren einfach.

- Beim klassischen Beweis zieht man sich auf den Hardy-Raum {\displaystyle H^{2}} als konkreten Hilbertraum zurück und verwendet dort die Struktur der Funktionen in {\displaystyle H^{2}}. Das erfordert ein gewisses Maß an Analysis und ist in[2] beschrieben. Ein alternativer Beweis besteht darin, auf einem größeren Hilbertraum {\displaystyle K\supset H} in geeigneter Weise einen unitären Operator {\displaystyle U} zu finden, so dass {\displaystyle T=P_{H}U|_{H}}, das heißt {\displaystyle U} ist eine Dilatation von {\displaystyle T} auf {\displaystyle K}, gefolgt von der Orthogonalprojektion auf {\displaystyle H}, um dann das Problem auf die obige einfache Abschätzung für normale Operatoren zurückzuführen, denn unitäre Operatoren sind normal.[1]

## Zu John von Neumanns Originalarbeit
Die hier behandelte Ungleichung wurde erstmalig 1952 in bewiesen. John von Neumann betrachtete zu einem stetigen, linearen Operator {\displaystyle T} (die Bezeichnungen sind diesem Artikel angepasst und weichen daher von der Originalarbeit ab) auf einem Hilbertraum eine abgeschlossene Teilmenge {\displaystyle S\subset \mathbb {C} } und nennt {\displaystyle S} eine Sprektralmenge zu {\displaystyle T}, wenn für alle rationalen Funktionen {\displaystyle f} mit {\displaystyle \sup\{|f(z)|\,\mid z\in S\}\leq 1} folgendes gilt:
{\displaystyle f(T)} existierst, das heißt ist {\displaystyle \textstyle f={\frac {g}{h}}} mit teilerfremden Polynomen {\displaystyle g} und {\displaystyle h}, so ist {\displaystyle h(T)} invertierbar und daher {\displaystyle f(T)=g(T)h(T)^{-1}}, und es ist {\displaystyle \|f(T)\|\leq 1}.
Er ging dann der Frage nach, für welche Operatoren {\displaystyle T} die Einheitskreisscheibe {\displaystyle \mathbb {D} } eine Spektralmenge ist, und kam zu dem Satz:
{\displaystyle \mathbb {D} } ist Spektralmenge für {\displaystyle T}   {\displaystyle \Leftrightarrow }   {\displaystyle \|T\|\leq 1}.
Die Richtung „{\displaystyle \Rightarrow }“ ist klar, denn das Polynom {\displaystyle f=\mathrm {id} _{\mathbb {C} }} ist eine rationale Funktion mit {\displaystyle \sup\{|f(z)|\,\mid z\in \mathbb {D} \}\leq 1}, und daher muss {\displaystyle \|f(T)\|\leq 1} sein, aber {\displaystyle f(T)=\mathrm {id} _{\mathbb {C} }(T)=T}, also {\displaystyle \|T\|\leq 1}. Für die wesentlich schwierigere Umkehrung „{\displaystyle \Leftarrow }“ wurden Sätze von Issai Schur über analytische Funktionen verwendet. Es wurde gezeigt, dass für eine Kontraktion {\displaystyle T} die Ungleichung {\displaystyle \|f(T)\|\leq 1} für alle rationalen Funktionen {\displaystyle f} mit {\displaystyle \sup\{|f(z)|\,\mid z\in \mathbb {D} \}\leq 1} und Polen außerhalb {\displaystyle \mathbb {D} }.
Mittels Skalierung folgt sofort {\displaystyle \|f(T)\|\leq \sup\{|f(z)|\,\mid z\in \mathbb {D} \}} für alle auf {\displaystyle \mathbb {D} } beschränkten rationalen Funktionen und von Neumanns Resultat erscheint stärker als obige Ungleichung, die ja nur für Polynome formuliert ist. Da man aber jede in einer Umgebung von {\displaystyle \mathbb {D} } holomorphe Funktion gleichmäßig auf {\displaystyle \mathbb {D} } durch Polynome (etwa durch Taylorpolynome) approximieren kann, sind die beiden Ungleichungen im Wesentlichen gleichwertig.

## Mehrere Kontraktionen
Parrot stellte in die Frage, ob für je {\displaystyle n} untereinander kommutierende Kontraktionen {\displaystyle T_{1},\ldots ,T_{n}} und alle Polynome {\displaystyle p} in {\displaystyle n} Unbestimmten die Ungleichung
{\displaystyle \|p(T_{1},\ldots ,T_{n})\|\leq \sup\{|p(z_{1},\ldots ,z_{n})|\,\mid z_{1},\ldots ,z_{n}\in \mathbb {D} \}}
gilt. Diese Frage wurde von Sz.-Nagy und Foias in den Notes zu Kapitel I ihres unten angegebenen Lehrbuchs aufgegriffen und mit Verweis auf  ein Ergebnis von Ando für Dilatationen kommutierender Kontraktionen für {\displaystyle n=2} bestätigt. Später haben Crabb und Davie auf einem 8-dimensionalen Hilbertraum drei Kontraktionen (letztlich also drei kommutierende {\displaystyle 8\times 8}-Matrizen mit Norm {\displaystyle \leq 1}) angegeben, für die obige Ungleichung verletzt ist. Für mehr als zwei Kontraktionen gilt obige Ungleichung also nicht.

## Die Ungleichung in Banachräumen
Ersetzt man den Hilbertraum durch einen beliebigen Banachraum, so ist obige Ungleichung im Allgemeinen falsch. Um auch hier zu einer Abschätzung zu gelangen, kann man zu einer anderen Polynomnorm {\displaystyle \|p\|_{R\mathbb {D} }:=\sup\{|p(z)|\,\mid z\in R\mathbb {D} \}} übergehen, wobei {\displaystyle R\mathbb {D} } für die Kreisscheibe mit Radius {\displaystyle R} steht. Damit kann man beweisen:
Ist {\displaystyle T} eine Kontraktion auf einem Banachraum, {\displaystyle p} ein Polynom und ist {\displaystyle R\geq 3}, so gilt
{\displaystyle \|p(T)\|\leq \|p\|_{R\mathbb {D} }}